# آناستاسیوس یکم
آناستاسیوس با نام کامل فلاویوس آناستاسیوس (به لاتین: Flavius Anastasius Augustus) (زادهٔ پیرامون ۴۳۰ – درگذشتهٔ ۹ ژوئیهٔ ۵۱۸) امپراتور امپراتوری روم شرقی (بیزانس) از ۴۹۱ تا ۵۱۸ بود.

## زندگینامه

### سال‌های آغازین
آناستاسیوس در حدود سال ۴۳۰ پس از میلاد در دیراکیوم (دراج امروزی در آلبانی) در خانواده‌ای ایلیریایی زاده شد. پدرش پومپیوس، از نجیب‌زادگان دیراکیوم و مادرش آناستازیا کنستانتینا، بانویی آریان‌مذهب بود. آناستاسیوس به هتروکرومی دچار بود و یک چشمش عنبیه‌ای آبی‌رنگ و دیگر چشمش عنبیه‌ای سیاه داشت و به همین سبب او را دیوکوروس (دو مردمکی) لقب داده بودند.

### رسیدن به قدرت و دوران حکومت
زنو، امپراتور وقت روم در ۴۹۱ درگذشت و آناستاسیوس که یکی از مقامات بزرگوار کاخ به‌شمار می‌رفت توسط آریادنه، بیوهٔ امپراتور که او را به برادر زنو لانژینوس ترجیح می‌داد بر تخت امپراتوری روم شرقی نشانده شد. او همچنین کمی بعد در ۲۰ مه ۴۹۱ با آناستاسیوس ازدواج کرد.
آناستاسیوس حکومتش را با لغو فروش مناصب، اصلاح مالیات و امتناع از پاداش‌دهی به خبرچینان آغاز نمود. سپس در نخستین قدم هم‌وطنان ایسوریایی قدرتمند و یاغی زنو را از قسطنطنیه اخراج و آنان را در تراکیه اسکان داد. در ۵۱۲ دیواری را برای دفاع از قسطنطنیه در برابر حملات بلغارها و اسلاوها از دریای سیاه تا دریای مرمره ساخت.

### جنگ‌ها و سیاست خارجی
آناستاسیوس از ۴۹۲ تا ۴۹۷ درگیر جنگ با ایسوریایی‌هایی طرفدار لانژینوس بود. آناستاسیوس لانژینوس را به تباید در مصر تبعید و هموطنان ایسوریاییش را نیز از قسطنطنیه رانده بود. این اعمال باعث شورش ایسوریایی‌ها و بروز درگیری بین آنها با امپراتور شد. با این حال لشکر اصلی آنها به فرماندهی لانژینوس در ۴۹۱ در کوتیائوم در فرگیه شکست خورد و شورش‌های آنان تا ۴۹۸ به پایان رسید.
در ۴۹۷ آناستاسیوس حکومت آستروگوتی تئودوریک در ایتالیا را به رسمیت شناخت اما دیری نپایید که هر دو حاکم رو در روی یکدیگر قرار گرفتند و آناستاسیوس در ۵۰۸ با اعزام ناوگانی به سواحل ایتالیا یورش برد. در همین زمان نبرد با ایرانیان که در ۵۰۲ متوقف شده بود با خودداری آناستاسیوس از پرداخت سهم خود در محافظت از در آلان، گذرگاهی که قبایل چادرنشین هرازگاه با عبور از آن شاهنشاهی ساسانی و امپراتوری بیزانس را مورد حمله قرار می‌دادند، بار دیگر از سر گرفته شد.
با حملهٔ ساسانیان، آناستاسیوس دژهایی را برای محافظت از مرزهای شرقی خود بنا نمود اما در ۵۰۵ بین دو طرف صلح برقرار شد و آناستاسیوس با پایان یافتن جنگ آناستازی پذیرفت تا غرامتی را به شهنشه ایران بپردازد.

### درگیری‌های مذهبی
آناستاسیوس در ابتدا پیرو مسیحیت ارتودوکس بود اما به تدریج طرفدار طریقت میافیزیتیسم مبنی بر طبیعت الهی یگانهٔ مسیح شد. این رویکرد او باعث بروز ناآرامی‌هایی در قسطنطنیه و استان‌های اروپایی روم شرقی گردید اما در مقابل صلح با مصر و سوریه را به‌همراه داشت. با این حال ویتالیانوس، فرماندهٔ ارتش در تراکیه دو بار علیه آناستاسیوس دست به شورش زد که هربار با وعدهٔ جلب رضایت او از مواضع خود عقب‌نشینی کرد، اما سرانجام در ۵۱۵ دست به حمله زد که با شکست او همراه بود.

### مرگ
آناستاسیوس در ژوئیهٔ ۵۱۸ درگذشت. او تمایل داشت تا برادرزادگانش جانشین او شوند اما درعوض ژوستین یکم، فرماندهٔ ۷۰ سالهٔ محافظین و عموی امپراتور بعدی ژوستینیان پس از او بر تخت امپراتوری روم شرقی نشست.